# Mistrzostwa Ameryki Środkowej i Karaibów w Lekkoatletyce 2001
18. Mistrzostwa Ameryki Środkowej i Karaibów w Lekkoatletyce – zawody lekkoatletyczne, które odbyły się w dniach 20-22 lipca 2001 w Gwatemali.

## Rezultaty

### Mężczyźni
| Konkurencja                   | 1. miejsce                                                               | Wynik    | 2. miejsce                                                                     | Wynik    | 3. miejsce                                                                  | Wynik    |
| ----------------------------- | ------------------------------------------------------------------------ | -------- | ------------------------------------------------------------------------------ | -------- | --------------------------------------------------------------------------- | -------- |
| Bieg na 100 m                 | Kim Collins                                                              | 10,04    | Julien Dunkley                                                                 | 10,35    | Jacey Harper                                                                | 10,39    |
| Bieg na 200 m                 | Kim Collins                                                              | 20,55    | Juan Pedro Toledo                                                              | 20,82    | Keita Cline                                                                 | 20,88    |
| Bieg na 400 m                 | Danny McFarlane                                                          | 45,20    | Brandon Simpson                                                                | 45,46    | Alejandro Cárdenas                                                          | 45,85    |
| Bieg na 800 m                 | Norberto Téllez                                                          | 1:46,51  | Marvin Watts                                                                   | 1:47,14  | Simoncito Silvera                                                           | 1:48,12  |
| Bieg na 1500 m                | Salvador Miranda                                                         | 3:46,78  | Freddy González                                                                | 3:47,04  | Juan Luis Barrios                                                           | 3:47,62  |
| Bieg na 5000 m                | Teodoro Vega                                                             | 14:00,46 | Alejandro Suárez                                                               | 14:11,76 | Freddy González                                                             | 14:25,84 |
| Bieg na 10 000 m              | Isaac Gómez                                                              | 30:40,96 | Jonathan Morales                                                               | 30:41,99 | José Amado García                                                           | 30:53,52 |
| Półmaraton                    | Procopio Franco                                                          | 1:06:33  | Francisco Bautista                                                             | 1:06:33  | José de Jesús                                                               | 1:06:39  |
| Bieg na 3000 m z przeszkodami | Salvador Miranda                                                         | 8:50,36  | Néstor Nieves                                                                  | 9:01,48  | Alexander Greaux                                                            | 9:03,52  |
| Bieg na 110 m przez płotki    | Maurice Wignall                                                          | 13,76    | Gabriel Burnett                                                                | 13,82    | Stephen Jones                                                               | 13,83    |
| Bieg na 400 m przez płotki    | Mario Watts                                                              | 49,31    | Jorge Moreno                                                                   | 50,05    | Oscar Juanz                                                                 | 50,11    |
| Sztafeta 4 × 100 m            | Bahamy Jamial Rolle · Andrew Tynes · Iram Lewis · Brian Babbs            | 39,27    | Wenezuela Juan Morillo · José Peña · José Carabalí · Hely Ollarves             | 39,31    | Portoryko Carlos Santos · Jorge Richardson · Osvaldo Nieves · Jesús Carrión | 39,63    |
| Sztafeta 4 × 400 m            | Jamajka Orville Taylor · Brandon Simpson · Mario Watts · Danny McFarlane | 3:00,83  | Meksyk Alejandro Cárdenas · Roberto Carbajal · Juan Pedro Toledo · Oscar Juanz | 3:03,29  | Wenezuela Jonathan Palma · Nilson Palacios · Luis Luna · William Hernández  | 3:06,93  |
| Chód na 20 km                 | Luis Fernando García                                                     | 1:25:44  | Mario Iván Flores                                                              | 1:25:45  | Julio René Martínez                                                         | 1:29:47  |
| Skok wzwyż                    | Henderson Dottin                                                         | 2,20 =   | Raúl Touset                                                                    | 2,20     | Damon Thompson                                                              | 2,15     |
| Skok o tyczce                 | Dominic Johnson                                                          | 5,20     | Ricardo Diez Jorge Tienda                                                      | 5,05     | N/A                                                                         | N/A      |
| Skok w dal                    | Kareem Streete-Thompson                                                  | 7,97     | Leevan Sands                                                                   | 7,85     | Chris Wright                                                                | 7,75     |
| Trójskok                      | Brian Wellman                                                            | 17,24    | Yoandri Betanzos                                                               | 16,64    | Gregory Hughes                                                              | 15,99    |
| Pchnięcie kulą                | Yojer Medina                                                             | 18,86    | Alexis Paumier                                                                 | 18,66    | Dave Stoute                                                                 | 17,79    |
| Rzut dyskiem                  | Michel Hemmings                                                          | 57,69    | Alfredo Romero                                                                 | 52,04    | Mauricio Serna                                                              | 50,50    |
| Rzut młotem                   | Yosmel Montes                                                            | 69,24    | Santos Vega                                                                    | 63,11    | Aldo Bello                                                                  | 61,80    |
| Rzut oszczepem                | Manuel Fuenmayor                                                         | 68,73    | Rigoberto Calderón                                                             | 67,00    | Javier Ugarte                                                               | 62,81    |
| Dziesięciobój                 | Maurice Smith                                                            | 7755     | Luiggy Llanos                                                                  | 7272     | Yonelvis Águila                                                             | 7196     |

### Kobiety
| Konkurencja                | 1. miejsce                                                                           | Wynik    | 2. miejsce                                                                | Wynik    | 3. miejsce                                                                                  | Wynik    |
| -------------------------- | ------------------------------------------------------------------------------------ | -------- | ------------------------------------------------------------------------- | -------- | ------------------------------------------------------------------------------------------- | -------- |
| Bieg na 100 m              | Liliana Allen                                                                        | 11,32    | Astia Walker                                                              | 11,41    | Virgen Benavides                                                                            | 11,48    |
| Bieg na 200 m              | Cydonie Mothersill                                                                   | 22,54    | Liliana Allen                                                             | 23,13 =  | Virgen Benavides                                                                            | 23,36    |
| Bieg na 400 m              | Michelle Burgher                                                                     | 53,04    | Allison Beckford                                                          | 53,28    | Beatriz Cruz                                                                                | 53,90    |
| Bieg na 800 m              | Yanelis Lara                                                                         | 2:01,86  | Michelle Ballentine                                                       | 2:02,11  | Sandra Moya                                                                                 | 2:05,45  |
| Bieg na 1500 m             | Yanelis Lara                                                                         | 4:32,37  | Margarita Tapia                                                           | 4:36,55  | Gabriela Traña                                                                              | 4:40,73  |
| Bieg na 5000 m             | América Mateos                                                                       | 16:27,59 | Margarita Tapia                                                           | 16:28,76 | Elsa Monterroso                                                                             | 17:17,00 |
| Bieg na 10 000 m           | América Mateos                                                                       | 34:42,91 | Norelis Lugo                                                              | 36:29,09 | Elsa Monterroso                                                                             | 36:57,38 |
| Półmaraton                 | Mariela González                                                                     | 1:18:33  | Liliana Merlo                                                             | 1:18:47  | Guadelupe García                                                                            | 1:22:18  |
| Bieg na 100 m przez płotki | Dainelky Pérez                                                                       | 13,31    | Astia Walker                                                              | 13,32    | Keitha Moseley                                                                              | 13,74    |
| Bieg na 400 m przez płotki | Yvonne Harrison                                                                      | 55,86    | Peta-Gaye Gayle                                                           | 55,92    | Yamelis Ortiz                                                                               | 57,26    |
| Sztafeta 4 × 100 m         | Jamajka Astia Walker · Nadine Palmer · Peta-Gaye Dowdie · Elva Goulbourne            | 43,83    | Kuba Katiuska Pérez · Yudalis Díaz · Dainelky Pérez · Virgen Benavides    | 45,09    | Gwatemala Rossana Rodríguez · Carolina Castellanos · Denisse Jerez · María José Paiz        | 50,08    |
| Sztafeta 4 × 400 m         | Jamajka Peta-Gaye Dowdie · Michelle Burgher · Michelle Ballentine · Allison Beckford | 3:33,96  | Portoryko Militza Castro · Beatriz Cruz · Yamelis Ortiz · Yvonne Harrison | 3:36,40  | Gwatemala Rossana Rodríguez · Luz Patricia Valenzuela · Sandra Oliveros · Ana Lucía Hurtado | 3:58,03  |
| Chód na 10 km              | Rosario Sánchez                                                                      | 45:47    | Teresita Collado                                                          | 47:36    | Ivis Martínez                                                                               | 48:02    |
| Skok wzwyż                 | Levern Spencer                                                                       | 1,80 =   | Romary Rifka                                                              | 1,75     | Lauren Maul                                                                                 | 1,75     |
| Skok o tyczce              | Katiuska Pérez                                                                       | 3,85     | Lorena Espinoza                                                           | 3,45     | Michele Rivera                                                                              | 3,30     |
| Skok w dal                 | Elva Goulbourne                                                                      | 6,77     | Trecia Smith                                                              | 6,68     | Betsabé Berríos                                                                             | 6,23     |
| Trójskok                   | Trecia Smith                                                                         | 14,12    | Suzette Lee                                                               | 13,75    | Yusmay Bicet                                                                                | 13,62    |
| Pchnięcie kulą             | Misleydis González                                                                   | 17,20    | Neolanis Suárez                                                           | 13,90    | Shernelle Nicholls                                                                          | 13,49    |
| Rzut dyskiem               | Yania Ferrales                                                                       | 56,34    | Neolanis Suárez                                                           | 48,64    | Chafree Bain                                                                                | 46,25    |
| Rzut młotem                | Yunaika Crawford                                                                     | 58,68    | Nancy Guillén                                                             | 58,24    | Violeta Guzmán                                                                              | 54,92    |
| Rzut oszczepem             | Laverne Eve                                                                          | 59,30    | Nora Aída Bicet                                                           | 57,04    | Dalila Rugama                                                                               | 42,19    |
| Siedmiobój                 | Sheila Acosta                                                                        | 5029     | Juana Espinal                                                             | 4836     | Beatriz Pompa                                                                               | 4825     |

## Klasyfikacja medalowa
*   Gospodarz ( Gwatemala)
| Miejsce | Reprezentacja              | Złoto | Srebro | Brąz | Razem |
| ------- | -------------------------- | ----- | ------ | ---- | ----- |
| 1       | Kuba                       | 11    | 6      | 4    | 21    |
| 2       | Jamajka                    | 10    | 10     | 0    | 20    |
| 3       | Meksyk                     | 9     | 13     | 8    | 30    |
| 4       | Wenezuela                  | 2     | 7      | 4    | 13    |
| 5       | Portoryko                  | 2     | 4      | 6    | 12    |
| 6       | Bahamy                     | 2     | 1      | 2    | 5     |
| 7       | Kajmany                    | 2     | 0      | 0    | 2     |
| 7       | Saint Lucia                | 2     | 0      | 0    | 2     |
| 7       | Saint Kitts i Nevis        | 2     | 0      | 0    | 2     |
| 10      | Barbados                   | 1     | 1      | 6    | 8     |
| 10      | Gwatemala*                 | 1     | 1      | 6    | 8     |
| 12      | Bermudy                    | 1     | 0      | 0    | 1     |
| 13      | Nikaragua                  | 0     | 1      | 2    | 3     |
| 13      | Salwador                   | 0     | 1      | 2    | 3     |
| 15      | Dominikana                 | 0     | 1      | 0    | 1     |
| 16      | Trynidad i Tobago          | 0     | 0      | 2    | 2     |
| 17      | Kostaryka                  | 0     | 0      | 1    | 1     |
| 17      | Brytyjskie Wyspy Dziewicze | 0     | 0      | 1    | 1     |
| Razem   | Razem                      | 45    | 46     | 44   | 135   |